# Sullivan & Cromwell
 (novembre 2011).
Si vous disposez d'ouvrages ou d'articles de référence ou si vous connaissez des sites web de qualité traitant du thème abordé ici, merci de compléter l'article en donnant les références utiles à sa vérifiabilité et en les liant à la section « Notes et références ».
Sullivan & Cromwell LLP est un cabinet d'avocats international, basé à New York. Le cabinet emploie environ 800 avocats, dans 12 bureaux situés aux États-Unis, en Europe, en Asie et en Australie.

## Histoire
Sullivan & Cromwell a été fondé en 1879 par Algernon Sydney Sullivan et William Nelson Cromwell. En 2012, il est considéré par la société de recrutement Vault.com comme le troisième cabinet le plus prestigieux des USA, derrière Wachtell Lipton Rosen & Katz et Cravath, Swaine & Moore LLP. En 2013, ce classement est revu à la baisse et Sullivan & Cromwell descend à la quatrième place, devancé par Skadden, Arps, Slate, Meagher & Flom LLP and Affiliates.
En 2025 Le président Donald Trump a engagé le cabinet d'avocats Sullivan & Cromwell pour faire appel de sa condamnation pénale dans l'affaire des pots-de-vin de Manhattan.

## Personnalités
Ce cabinet a été associé à beaucoup de personnalités du monde politique des États-Unis, notamment les frères Dulles (Allen Welsh Dulles et John Foster Dulles) qui ont fondé la CIA.
D'autres avocats qui ont travaillé chez Sullivan & Cromwell :
- Amal Clooney
- Ronald Dworkin, philosophe de droit[4]
- Harlan Fiske Stone, Président de la Cour Suprême des États-Unis[5]
- Arthur Dean
- Michael Bryant (en), homme politique du Canada, Procureur Général de l'Ontario[6]
- Louis Auchincloss
- Peter Thiel, cofondateur de Paypal[7],[8]